# Fredrik Ström

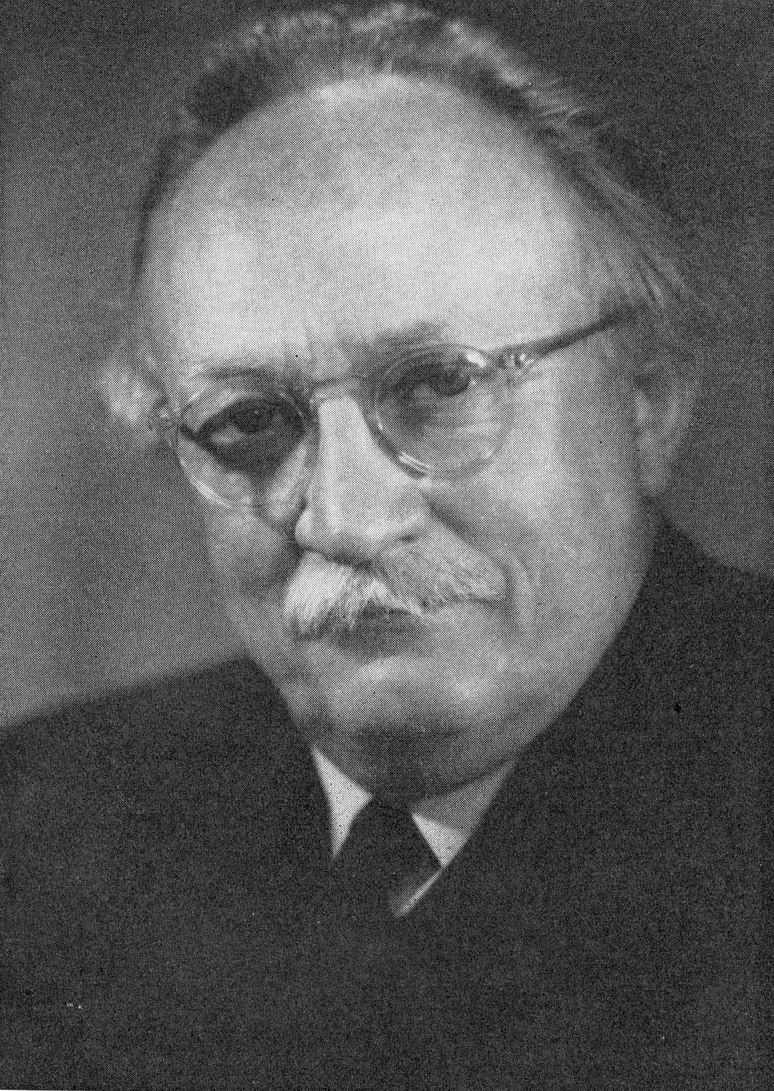
Ström rond 1940

Otto Fredrik Ström (Breareds socken, 10 juli 1880 – Stockholm, 23 november 1948) was een Zweeds socialistisch politicus en schrijver. Hij had een zetel in de Rijksdag van 1916 tot 1921 en van 1930 tot 1938.

## Loopbaan
Hij werd verkozen voor de Rijksdag in 1916, nadat hij zich aangesloten had bij de Zweedse Socialistisch Democratische Partij. In 1917 brak Ström echter met Hjalmar Branting, waarna hij zich aansloot bij de linkse helft van de inmiddels gesplitste partij, samen met de communisten Zeth Höglund en Ture Nerman. Deze groep hing het Russisch bolsjewisme aan en zou spoedig de basis vormen voor de (oorspronkelijke) Zweedse Communistische Partij. 
Fredrik Ström maakte, samen met Ture Nerman en de toenmalige Stockholmse burgemeester Carl Lindhagen, deel uit van een kleine delegatie van Zweedse communisten, die Lenin tijdens zijn korte bezoek aan Stockholm in april 1917 verwelkomden. Ze namen hem mee naar een warenhuis, waar ze een nieuw pak voor hem kochten, zodat hij er goed uit zou zien wanneer hij naar Sint-Petersburg terugkeerde.
Ström bewonderde Lenin en Leon Trotski, maar hij was het niet eens met het stalinisme. In 1926 werd hij weer lid van de Zweedse Sociaal Democratische Partij. Toch bleef hij zichzelf een communist noemen.